# Sociedade União 1.º Dezembro
El SU 1º de Dezembro es un equipo de fútbol de Portugal que a partir de la temporada 2023-24 jugará en la Terceira Liga, la tercera categoría del Fútbol en Portugal.

## Historia
Fue fundado el 1 de diciembre de 1880 en la ciudad de Sintra, aunque su sección de fútbol fue creada el 6 de abril de 1938, donde ha sido la sombra de su sección femenina creada en 1996, la cual fue campeona de Portugal en 12 ocasiones, once de ellas de manera consecutiva y participó en 11 competiciones europeas hasta su desaparición en 2014 por problemas económicos, mientras su sección masculina nunca ha militado ni tan siquiera en la Liga de Honra.